# シューティングゲーム攻略軍団参上!
『シューティングゲーム攻略軍団参上!』（シューティングゲームこうりゃくぐんだんさんじょう）は、2009年5月よりCS放送チャンネル「MONDO21（現・MONDO TV）」にて放送されていたテレビ番組である。60分番組、全13回。
本放送は2009年5月26日～11月10日だったが、以降も随時再放送が行われている。また、PC向けのインターネット動画配信サービス「MONDO TVオンデマンド@ニコニコ動画」で有料視聴もできる。

## 内容
テレビゲーム（ビデオゲーム）の一ジャンルである「シューティングゲーム」から毎回1作品をピックアップし、その攻略映像を実況・解説を交えながら紹介した。
番組は、最初の5分程度がゲームの紹介とプレイ目標などの説明、ゲームプレイは50分間ほどで、最後の5～10分でプレイヤーと解説者の中野龍三によって「プレイバック」と称する、プレイの振り返りや詳細な攻略内容の解説が行われるという構成。
プレイヤーはそのゲームのハイスコアラーなど超上級者が選ばれ、目標に据えられるプレイ内容も全一スコアの更新、1000万点達成、高難易度モードのクリアなど超上級のものであった。（ただし一部回で例外あり）
原則として収録は「一発勝負（収録時間に余裕があるものにはそうではないものもあり、各回の備考参照）」であったため、いくつかの回では設定した目標を達成できなかった。

## スタッフ
- 実況：北本かつら （放送作家）
- 企画・監修・解説：中野龍三（株式会社 中野プロモーション）
- プロデューサー：小林三旅（株式会社 三度）/宮本訓志（モンド21）
- 楽曲提供：8bit Project

## 各回の内容
| 回 | 初回放送 | ゲーム                        | ハード | プレイ目標                                | プレイヤー    | 備考 |
| -- | -------- | ----------------------------- | ------ | ----------------------------------------- | ------------- | --- |
| 01 | 05月26日 | 雷電IV                        | AC     | ダブルプレイによるライトモード全1周クリア | 服部          | プレイ2回目での映像                                                                                         |
| 02 | 05月29日 | ダライアスII                  | AC     | 「YAMATO稼ぎ」による全一スコア更新        | MID涼         | プレイ2回目での映像                                                                                         |
| 03 | 06月11日 | まもるクンは呪われてしまった! | AC     | 全一スコア更新                            | SST           | 収録時間関係上、プレイ1回のみ                                                                               |
| 04 | 06月25日 | 航空騎兵物語                  | AC     | 全一スコア更新                            | SGP-SV-TNK    | 収録時間関係上、プレイ1回のみ                                                                               |
| 05 | 07月09日 | サマーカーニバル'92 烈火      | FC     | 全2周（裏）クリア                         | DBS           | プレイ2回目での映像                                                                                         |
| 06 | 07月23日 | スターソルジャー              | FC     | 1周クリア                                 | 杏野はるな    | プレイ2回目での映像                                                                                         |
| 07 | 08月06日 | グラディウス                  | AC     | 3周目での復活プレイ                       | 木之元まい'ん | 収録時間関係上プレイ1回、但し収録内で成功しない「復活パターン」があったため、別途ビデオ映像を番組最後に挿入 |
| 08 | 08月20日 | グロブダー                    | AC     | イージー設定全99面クリア                  | SPREAM-REI    | 収録時間関係上、プレイ1回のみ                                                                               |
| 09 | 09月03日 | ゼビウス                      | AC     | スコアのカウンターストップ達成            | やまかわ悠理  | 開発者の遠藤雅伸が解説で出演、収録時間関係上、プレイ1回のみ                                                 |
| 10 | 09月17日 | スターフォース                | AC     | 1000万点達成                              | SGP-SV-TNK    | 収録時間関係上、プレイ1回のみ                                                                               |
| 11 | 10月01日 | R-TYPE II                     | AC     | ノーミスで全2周クリア                     | nari          | 収録時間関係上、プレイ1回のみ                                                                               |
| 12 | 10月15日 | ドラゴンセイバー              | AC     | 全1周クリア                               | 中野龍三      | 収録時間関係上、プレイ1回のみ                                                                               |
| 13 | 10月29日 | ウルフファング                | AC     | SPモードクリア                            | SGP-TKY       | 開発者の野村泰彦（現所属：5pb.）が解説で出演、収録時間関係上、プレイ1回のみ                                 |